# Marcelo Giardi
Marcelo Marques Giardi (São Paulo, 22 de agosto de 1982) é um esquiador aquático brasileiro.
Marreco, como é conhecido, é hoje o maior rider brasileiro de wakeboard.
Esquiava desde os cinco anos com o pai e por consequência, no ano de 1996 se encontrou com o esporte. Desde então, com a organização do wakeboard no país e com a realização do primeiro circuito brasileiro, em 1998, Marreco foi consagrado com cinco títulos nacionais.
Foi campeão brasileiro em 1998, 1999, 2000, 2002 e 2006. Quinto lugar na etapa brasileira do Circuito Mundial da WWA em 2009.
Em 2007, na cidade do Rio de Janeiro, Marcelo Giardi escreveu seu nome na história da participação do Brasil nos Jogos Pan-Americanos. O brasileiro superou o canadense Brad Buskas e conquistou a medalha de ouro no wakeboard, na primeira vez que o esporte participou de um campeonato desse tipo. Depois, como um dos representantes do país nos Jogos Pan-Americanos de 2011, em Guadalajara, no México, ganhou originalmente a medalha de bronze, mas após a desclassificação de um esquiador canadense por doping, herdou a medalha de prata.